# Brachycoryna longula
Brachycoryna longula är en skalbaggsart som beskrevs av Julius Weise 1907. Brachycoryna longula ingår i släktet Brachycoryna och familjen bladbaggar. Inga underarter finns listade i Catalogue of Life.